# Good向前衝！
《Good向前衝!》（Goodいくぜ!）是Kis-My-Ft2的第2張專輯。於2013年3月27日由avex trax發售。

## 概要
- 與上一張專輯《Kis-My-1st》相距約1年。
- 收錄第4張單曲「WANNA BEEEE!!!/Shake It Up」至第6張單曲「My Resistance -真實的存在-/命運女孩」的5首A面曲。
- 本作分為「Kis-My-History盤」、「Kis-My-Zero盤」、「通常盤（CD ONLY）」3種形式發售。
- 「Kis-My-History盤」收錄了獨立製作單曲特別影片「Kis-My-History ～かけざん～」、「Kis-My-Zero盤」追加收錄了Kis-My-Ft2正式出道前多首獨立製作單曲、「通常盤（CD ONLY）」追加收錄了兩首新曲「JET! SET!! GO!!!」、「Catch Love」。
- 與單曲「接·吻·高·手 ～KISS YOUR MIND～/S.O.S (Smile On Smile)」、DVD「YOSHIO -NEW MEMBER-」同時發行。
- 在4月8日於公信榜專輯週排行榜取得第1名。
- 此外，與專輯同時發行的單曲「接·吻·高·手 ～KISS YOUR MIND～/S.O.S (Smile On Smile)」、DVD「YOSHIO -NEW MEMBER-」於公信榜單曲週排行榜、公信榜錄影帶週排行榜取得第1名。繼濱崎步和KAT-TUN後，史上第三個同時達成了三項公信榜冠軍的團體(歌手)。

## 收錄內容

### CD

#### Disc 1
1. "2nd" Overture
2. Black & White
3. WANNA BEEE!!!
4th單曲。TBS電視台電視劇「Beginners!」的主題曲
4. 命運女孩（運命Girl）
6th單曲。7&I 「情人節展覽會」的電視廣告歌曲
5. Strawberry Dance
6. xLunaSx
成員藤谷太輔主唱
7. Forza!
成員千賀健永、宮田俊哉、橫尾涉、玉森裕太、二階堂高嗣主唱
8. Shake It Up
4th單曲。日本電視台電視劇「私立馬鹿蘭高校」的主題曲
9. Chance Chance Baybee
成員千賀健永、宮田俊哉、橫尾涉、二階堂高嗣主唱
10. Give me...
成員北山宏光主唱
11. 愛的節奏 -Album mix-
5th單曲。
12. My Resistance -真實的存在-
6th單曲。朝日電視台電視劇「信長的主廚」的主題曲
13. Mother Moon
14. JET! SET!! GO!!!
通常盤 Bonus Track
15. Catch Love
通常盤 Bonus Track

#### Disc 2（Kis-My-Zero盤）
Kis-My-Zero 3
1. TRY AGAIN
2. SHOOTING STAR
3. 海賊
4. Think u x.
成員藤谷太輔主唱
5. Brand New Season
6. ROCK U
成員北山宏光主唱
7. My Love
8. Rocking Party
成員北山宏光、藤谷太輔、玉森裕太主唱
9. Kis-My-LAND

### DVD（Kis-My-History盤）
Kis-My-History ～かけざん～
1. 北山宏光
2. 千賀健永
3. 宮田俊哉
4. 橫尾涉
5. 藤谷太輔
6. 玉森裕太
7. 二階堂高嗣
8. かけざん

## 外部連結
- DISCOGRAPHY：Kis-My-Ft2 Official Website（页面存档备份，存于）